# Brigitte Troeger
Brigitte Troeger (* 6. Januar 1941 in Schönebeck (Elbe); † 15. November 2017 in Gummersbach) war eine deutsche Lehrerin und Schriftstellerin.

## Leben und Wirken
Brigitte Troeger, geb. Kienbaum, wuchs mit sechs Geschwistern in Schönebeck auf. 1946 floh sie mit ihrer Familie zu den Großeltern nach Wiehl-Wülfringhausen. Ihr Vater ist in den letzten Kriegsmonaten gefallen, als sie vier Jahre alt war. Nach dem Abitur konnte sie das Lehrerstudium absolvieren und danach drei Jahre in Wiehl-Weiershagen unterrichten. Sie engagierte sich in der Studentenmission und lernte während des Studiums an der Bibelschule Wiedenest den jungen Pfarrer Eberhard Troeger kennen, den sie 1966 heiratete. Danach folgen beide einem Ruf für acht Jahre nach Ägypten in das deutsche Missionskrankenhaus in Assuan. Mit der Ausbildung in therapeutischer Beratung, klinischer Seelsorge und Trauerbegleitung ging der Weg über die eigene Beratungspraxis wieder Richtung Wiehl. Dort engagierte sie sich ehrenamtlich beim „Seniorenzentrum Bethel Wiehl“ und musikalisch in der örtlichen Kirchengemeinde, wo sie Gottesdienste an der Orgel begleitete, in der Kantorei sang und das Sing-in-Team gründete. Zudem spielte sie Klavier und später auch irische Harfe.
Im Ruhestand entdeckte sie das Schreiben. Ihr zweites Werk ist eine biografische Erzählung über den Pfarrer Johannes Lepsius, der sich hauptsächlich mit der Geschichte und dem Schicksal des armenischen Volkes befasste. 2010, zum 100. Todestag von Florence Nightingale, erschien ihr drittes Werk Florence Nightingale. Der Engel der Verlassenen, eine Romanbiografie über eine Dame englischen Adels.
Mit ihrem Mann hatte sie fünf Kinder und wohnte ab 2008 in Wiehl bei Gummersbach.

## Veröffentlichungen
- Luft wie Samt und Seide: heitere und bewegende Geschichten einer Pfarrfrau im Orient (1966–1975), Brunnen-Verlag, Gießen 2005, ISBN 978-3-7655-3818-6.
- Brennende Augen. Johannes Lepsius: ein Leben für die Armenier (Erzählung), Brunnen-Verlag, Gießen 2008, ISBN 978-3-7655-1904-8.
- Florence Nightingale: der Engel der Verlassenen (Romanbiografie; zum 100. Todestag von Florence Nightingale), Brunnen-Verlag, Gießen 2010, ISBN 978-3-7655-1738-9.
- Sieben Koffer und ein Kinderwagen: Erinnerungen an meine Nachkriegskindheit, Brunnen-Verlag, Gießen 2011, ISBN 978-3-7655-4246-6.